# 穂久彩
郷土弁当穂久彩（きょうどべんとうほくさい）は、京都市右京区太秦に本店を置く株式会社京はやしが運営する宅配弁当店。東映太秦映画村に近いため、映画やドラマ撮影のロケ弁や会議弁当を販売・配達する。

## 概要
現在は京都太秦本店の他に伊勢丹立川店、西武つくば店にも出店している。また、京都駅ビルでの販売も行っている。穂久彩のロケ弁当は太秦映画村で映画、ドラマなどの撮影時に俳優の藤田まことの特注弁当として作られたことがきっかけ。ロケ弁当以外にも、会議用弁当など一般向けにも販売・配達をしている。

## 主な商品
- 太秦名物　ロケ弁当
- 三段重弁当　京こまち
- 丹波牛弁当